# Cornulariidae
Cornulariidae is een familie van zachte koralen uit de klasse der Anthozoa (Bloemdieren).

## Geslachten
- Cervera Lopez-Gonzalez, Ocana, Garcia-Gomez & Nunez, 1995
- Cornularia Lamarck, 1816